# Воля-Коритніцька
Воля-Коритніцька (пол. Wola Korytnicka) — село в Польщі, у гміні Коритниця Венґровського повіту Мазовецького воєводства.
Населення — 277 осіб (2011).
У 1975-1998 роках село належало до Седлецького воєводства.

## Демографія
Демографічна структура станом на 31 березня 2011 року:
|          | Загалом | Допрацездатний вік | Працездатний вік | Постпрацездатний вік |
| -------- | ------- | ------------------ | ---------------- | -------------------- |
| Чоловіки | 141     | 30                 | 87               | 24                   |
| Жінки    | 136     | 33                 | 74               | 29                   |
| Разом    | 277     | 63                 | 161              | 53                   |